# Сократ
Вижте пояснителната страница за други личности с името Сократ.
Сократ (на гръцки: Σωκράτης, Сократес) е древногръцки философ, един от най-важните символи на западната философска традиция. Чрез проучвания и задаване на въпроси той създава нов клон на философията, която дотогава е ограничена от рамките на теориите за природата, отнасящи се до морала и моралното образование. Този нов аспект на философската наука се нарича етика (от гръцки: етос – характерното за отделния човек, това, което го различава от другите и му придава индивидуални черти). За Сократ моралното развитие е най-важната човешка задача. За него философията не е само куп от учения и догми, а и начин на живот. Живеейки според своите философски принципи, Сократ няма време да живее „за себе си“, отказва да взема и пари за преподавателската си дейност.

## Кратка биография

### Сократов проблем
Формирането на точна представа за историческата личност Сократ и за неговите философски гледни точки е съвсем проблематично. Този проблем е познат като Сократовия проблем.
Сократ не пише философски текстове. Знанието за личността, живота му и неговата философия се базира на това, което са писали неговите ученици и съвременници. Първи сред тях е Платон. Въпреки това творби от Ксенофонт, Аристотел и Аристофан също дават важни сведения. Трудността при откриването на истинския Сократ се корени в това, че тези текстове са философски или драматични творби, а не исторически мемоари. Като се изключи Тукидид (който не споменава нито Сократ, нито някои философи въобще) и Ксенофонт, де факто няма исторически записки на Сократовите съвременници, които да се отнасят за мястото и времето, където и когато е живял той. Изводът от всичко това е, че източниците, които споменават Сократ, незадължително твърдят, че са исторически достоверни и често са субективни (тези, които преследват и осъждат Сократ, не оставят писмени сведения). Поради тази причина историците са изправени пред предизвикателството да съгласуват тези разнообразни текстове от различни личности, така че да се създаде точно и последователно описание на Сократовия живот и работа. Резултатът от тези опити невинаги е реалистичен.
Платон често е смятан за най-информативния източник за Сократовата биография и философия. В същото време обаче много учени смятат, че в някои свои творби Платон – литературен творец, хиперболизира своята, както се твърди, украсена версия за Сократ. Той едва ли е казвал или правил някои от нещата, които Платон му приписва. Счита се, че Ксенофонт, който е историк, е много по-надежден източник за личността на Сократ. Съвсем трудно и спорно е да се определи кога кой Сократ – реалният, или украсената версия, се използва в творбите на Платон.
Съвсем ясно обаче става от други писмени източници и исторически артефакти, че Сократ не е просто измислен герой на Платон. Информацията от Ксенофонт и Аристотел, заедно с някои от творбите на Аристофан (най-вече „Облаци“) могат да се използват за обрисуване на личността на Сократ извън Платоновите творби.

### Живот
Сократ е роден в Атина, в дома Алопеке. Баща му Софрониск е скулптор, а майка му Фенарета – акушерка. Като млад Сократ има близки отношения с философа Анаксагор, но философията му е повлияна от неговите разбирания само дотолкова, доколкото Сократ не отчита влиянието на боговете в човешкия живот, а смята, че човек е този, който прави живота си. Сократ се занимава със скулптура в младостта си и е поканен от Фидий да извае трите харити на Акропола, който по това време се изграждал отново. Това е времето на впечатляващ културен, интелектуален и политически подем на Атина, която изживява разцвета си под управлението на Перикъл – велик стратег и радетел за развитието на полиса. Сократ живее с чувството за принадлежност към Атина и атинския народ и прекарва живота си в постоянен контакт с полиса и народа в него. Жени се за Ксантипа, за която се говори, че е зла и проклета жена, но, имайки предвид факта, че Сократ нито печели пари (той никога не взима пари за разговорите си), нито допринася с нещо за благополучието на семейството си, е твърде възможно Ксантипа често да е била сърдита и недоволна.

### Съдебен процес и смърт
Позицията на Сократ по време на диктаторския режим, въведен от тридесетте тирани, е двусмислена: той одобрява формата на управление, но осъжда вършените несправедливости и престъпления. След възстановяване на демократичното управление в Атина, срещу него е заведен политически процес, на който го обвиняват, че развращава младежта, като отрича официалните богове и въвежда нови. Близостта му с младите хора се тълкува като развращение, а неговата „безбожност“ се свежда до това, че следвал повелите на някакъв вътрешен свой глас, т.нар. „демон“ (daimonon), който по собствените му думи винаги го възпирал, когато е напът да сгреши. Самият Сократ винаги е твърдял, че този, който постъпва зле, не знае какво е добро, тоест ако човек знае какво е добро, той ще постъпва добре.
Сократ не успява да докаже невинността си на скалъпения процес и бива осъден на смърт чрез отравяне с бучиниш. Приятелите му се опитват да го накарат да избяга в друг полис (при това те уреждат бягството му), но той отказва и остава твърдо на позицията си, че ако направи това, ще обезсмисли целия си живот (тогава е на 71 години), защото това би значело да се откаже от всичко, което е казвал и в което е вярвал като в безусловна истина.

## Философски идеи
По времето на Сократ в Атина започват да се появяват така наречените софисти – „учители по мъдрост“, за които няма абсолютна истина, всичко е субективно и всяко положение може да се докаже точно толкова успешно, колкото и противоположното му. Сократ, спазвайки своята максима „Аз знам, че нищо не знам“, задава въпроси, чиито отговори водят към нови въпроси и диалектически достига до положения, които не могат да бъдат отречени. По този начин той се стреми преди всичко да покаже на събеседника си не толкова истинността на своите твърдения (той всъщност не е изразявал никакви становища, защото „нищо не знае“), а по-скоро несъстоятелността на упоритото и лишено от основания настояване на позиция. Искал е да покаже, че истината може да се роди диалектически, обхождайки всички положения, които могат да водят или да не водят до нея.
Сократ не оставя никакво писмено творчество, предпочита живия разговор. За него имаме свидетелства само от негови съвременници и последователи: Платон в неговите „Диалози“, където Сократ е главният персонаж, Ксенофонт, Аристотел и Аристофан в комедията „Облаци“, където Сократ е осмян като типичен софист.

### Сократов метод
Може би най-важният принос на Сократ към Западната философия е неговият диалектичен метод, познат като Сократов метод или метод на оборването, който се използва широко за преразглеждане на ключови морални концепции като Добро и Правда. Методът е описан за пръв път от Платон в неговите „Диалози“. За разрешаването на проблем той се накъсва на редица отделни въпроси, чиито отговори в крайна сметка кристализират в търсения отговор. Влиянието на този подход се усеща най-силно днес в употребата на научния метод, където хипотезата е първият етап. Развиването и практикуването на този метод е един от най-устойчивите на времето Сократови приноси и е ключов фактор, благодарение на който Сократ е смятан за баща на политическата философия, етиката или моралната философия и за главна фигура във всички централни теми на Западната философия.

За да се онагледи употребата на Сократовия метод, се задават редица въпроси, за да се помогне някому (или на група от хора) да определят своите дълбоки вярвания и обширността на своето знание. Сократовият метод е негативен метод на хипотезисна елиминация, защото се търсят по-добри хипотези и постепенно се идентифицира и елиминират тези, които водят до опровержение. Методът е създаден, за да принуди опонента да преразгледа собствените си вярвания и тяхната истинност. Всъщност Сократ веднъж казва: 
| „ | Знам, че няма да ми повярвате, но най-висшата форма на човешкото превъзходство е задаването на въпроси на себе си и на другите. | “ |

## Любопитно
- Сократ е воювал поне три пъти, веднъж участвайки в потушаване въстание на колония на Атина и два пъти срещу Спарта.[4] В една битка дори всички атиняни били избити, но самият Сократ бил невъзмутима машина за убиване, заобиколен от трупове на врагове, и след много неуспешни опити спартанците повече не смеели да го доближат.[5]
- Така нареченият „демон“ на Сократ е предмет на дискусии, започнали в античността и продължаващи до днес.[6] Платон в своята Апология на Сократ е съчинил негово признание, че „у мен се проявява нещо божествено или демонско… някакъв глас, който яви ли ми се, ме въздържа от това, което мисля да направя, но никога не ме насърчава“[7] Философи като Хегел и Ницше[8] в 19 в. обръщат по-специално внимание на тази сократова особеност, като по същото време започват и психиатричните спекулации по въпроса.